# Raquel Rastenni

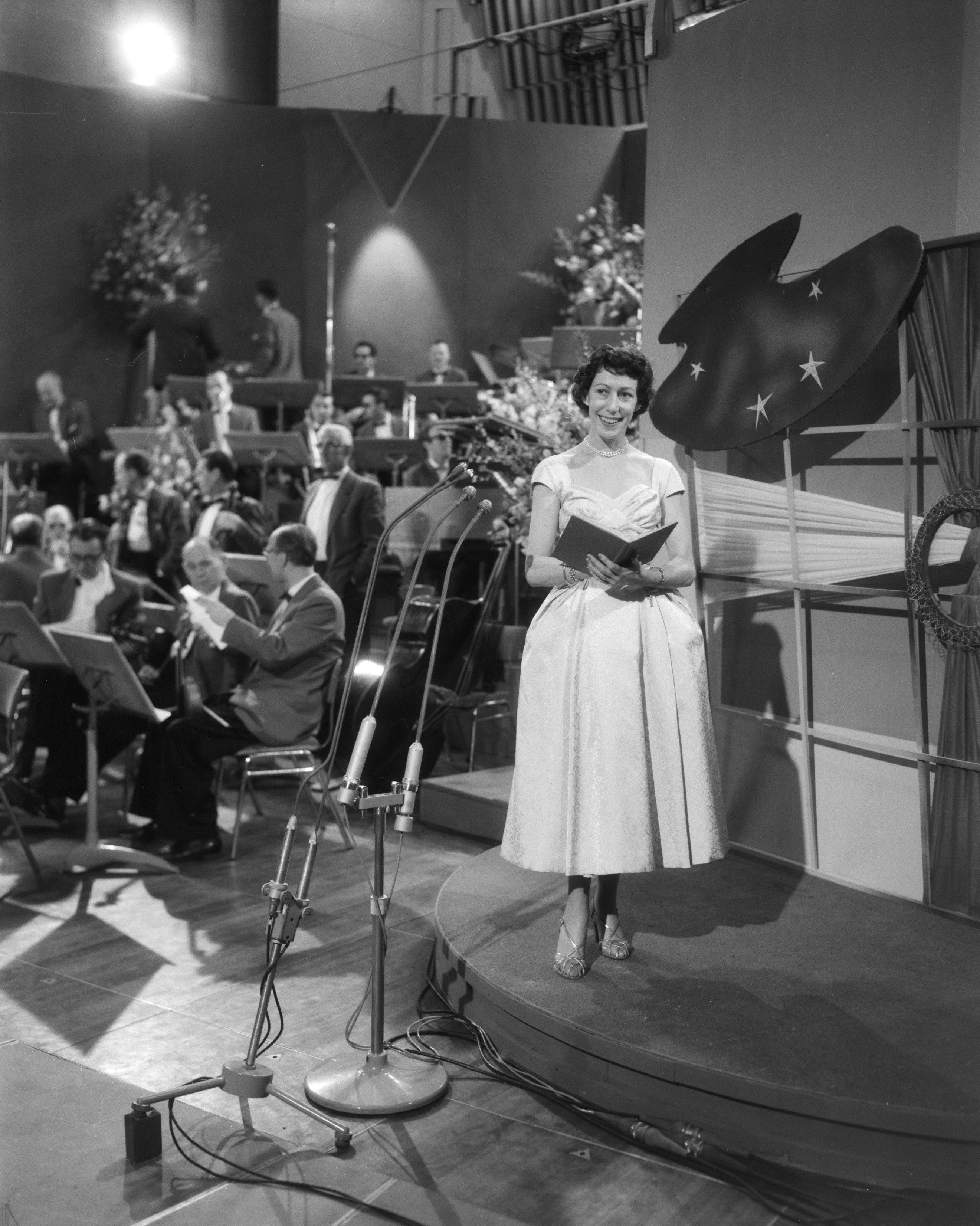
Raquel Rastenni beim Eurovision Song Contest 1958

Raquel Rastenni (* 21. August 1915 in Kopenhagen als Anna Rachel Rastén; † 17. August 1998 in Skodsborg) war eine dänische Schlagersängerin.

## Leben und Wirken
Rastenni hatte ab 1938 Auftritte mit Orchestern oder ihrem eigenen Swing-Trio. Im Oktober 1943 musste sie zusammen mit ihren Eltern, die russische Emigranten jüdischen Glaubens waren, nach Schweden fliehen, da Dänemark unter deutscher Besatzung stand. Sie kehrte 1945 nach Dänemark zurück. Sie setzte ihre Gesangskarriere fort und hatte 1953 mit der Single Hele ugen alene die erste Goldene Schallplatte Dänemarks erreicht.
Sie siegte beim Dansk Melodi Grand Prix 1958 und durfte daher beim Grand Prix Eurovision de la Chanson teilnehmen. Mit dem Schlager Jeg rev et blad ud af min dagbog landete sie auf Platz 8.
In den 1980er Jahren zog sie sich vom Musikgeschäft zurück.
Raquel Rastenni war zweimal verheiratet. Sie hatte eine Zwillingsschwester (Lea Rastén), die nach der Flucht nach Schweden nicht mehr nach Dänemark zurückkehrte. Ihr älterer Bruder war der dänische Journalist Adolph Rastén.